# Sidi Abdelaziz
Sidi Abdelaziz là một đô thị thuộc tỉnh Jijel, Algérie. Dân số thời điểm năm 2002 là 9.091 người.